# Olivia d'Abo
Olivia d'Abo (født 22. januar 1969 i London, England) er en engelsk skuespillerinde og tegnefilmsdubber. Hun er kendt som stemmen bag Jane i Legenden om Tarzan, og både Star Sapphire og Morgaine le Fey i Justice League.